# Schillingsbek
| Schillingsbek | Schillingsbek | Schillingsbek                 |
| --- | ------------- | ----------------------------- |
| Legende \| \| \| \| \| \| \| Schillingsbektal \| \| \| \| Döhrnstraße \| \| \| \| Julius-Vossler-Straße \| \| \| \| Lohbek \| \| \| \| Grelckstraße \| \| \| \| Feldhoopstücken \| \| \| \| Rückhaltebecken \| \| \| \| Feddersenteich \| \| \| \| Kollaustraße \| \| \| \| Alte Kollaustraße \| \| \| \| Brücke der Güterumgehungsbahn \| \| Kollau \| \| \| |               |                               |
| |               |                               |
| |               | Schillingsbektal              |
| |               | Döhrnstraße                   |
| |               | Julius-Vossler-Straße         |
| |               | Lohbek                        |
| |               | Grelckstraße                  |
| |               | Feldhoopstücken               |
| |               | Rückhaltebecken               |
| |               | Feddersenteich                |
| |               | Kollaustraße                  |
| |               | Alte Kollaustraße             |
| |               | Brücke der Güterumgehungsbahn |
| Kollau |               |                               |

Die Schillingsbek ist ein etwa 1,9 Kilometer langer Bach in Hamburg-Lokstedt. Zwischen ihrer Quelle in der Nähe der Julius-Vosseler-Straße bis zur Mündung in die Kollau ist die Lohbek ihr einziger Nebenfluss. Ein Teich im Von-Eicken-Park dient als Rückhaltebecken und wurde ursprünglich von der Schillingsbek geflutet. Zur Verbesserung der Flusswasserqualität wird die Schillingsbek seit 2009 an diesem Teich vorbeigeführt, so dass Frischwasser dem Rückhaltebecken nur noch bei Mittel- und Hochwasser zugeführt wird.

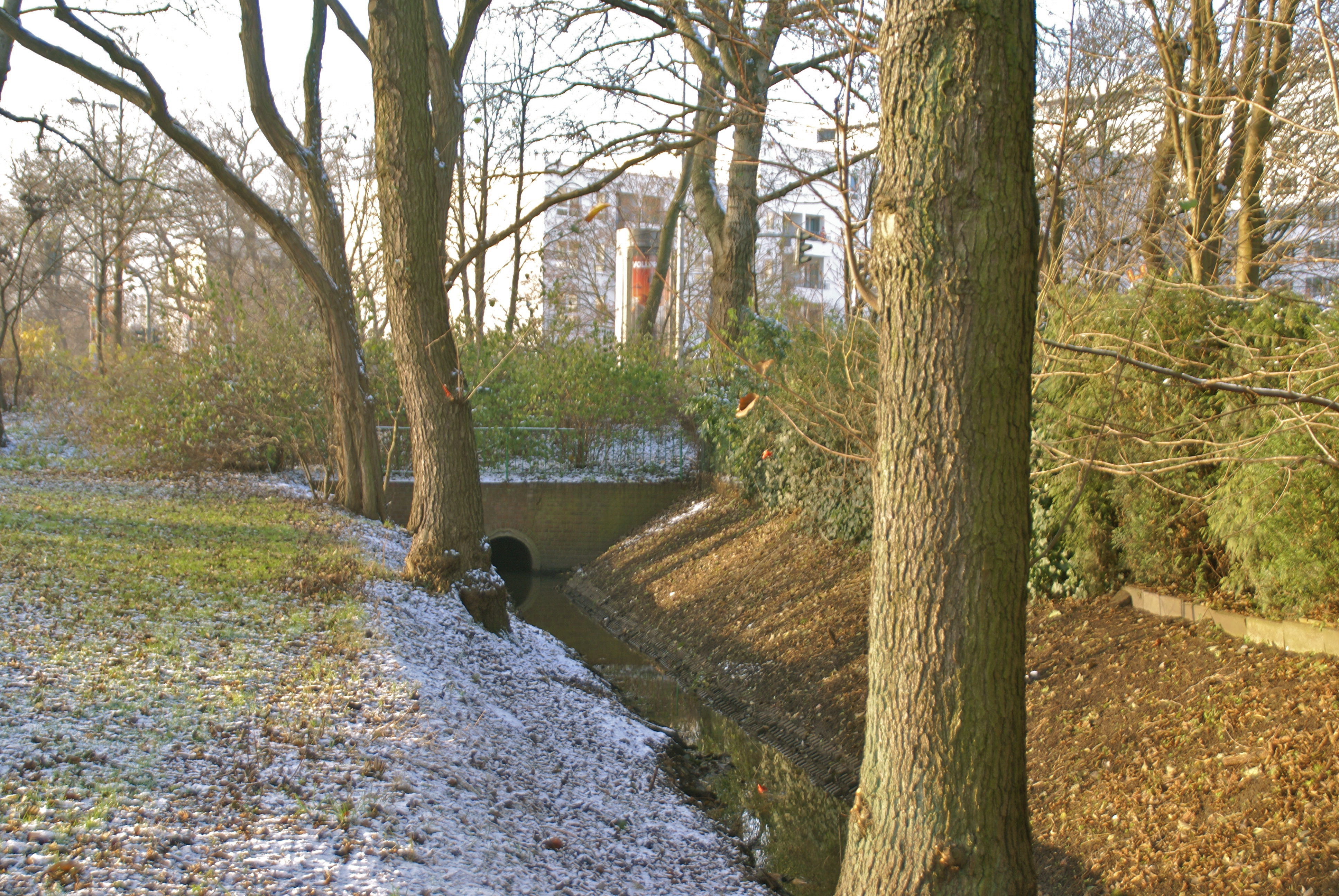
Quelle der Schillingsbek
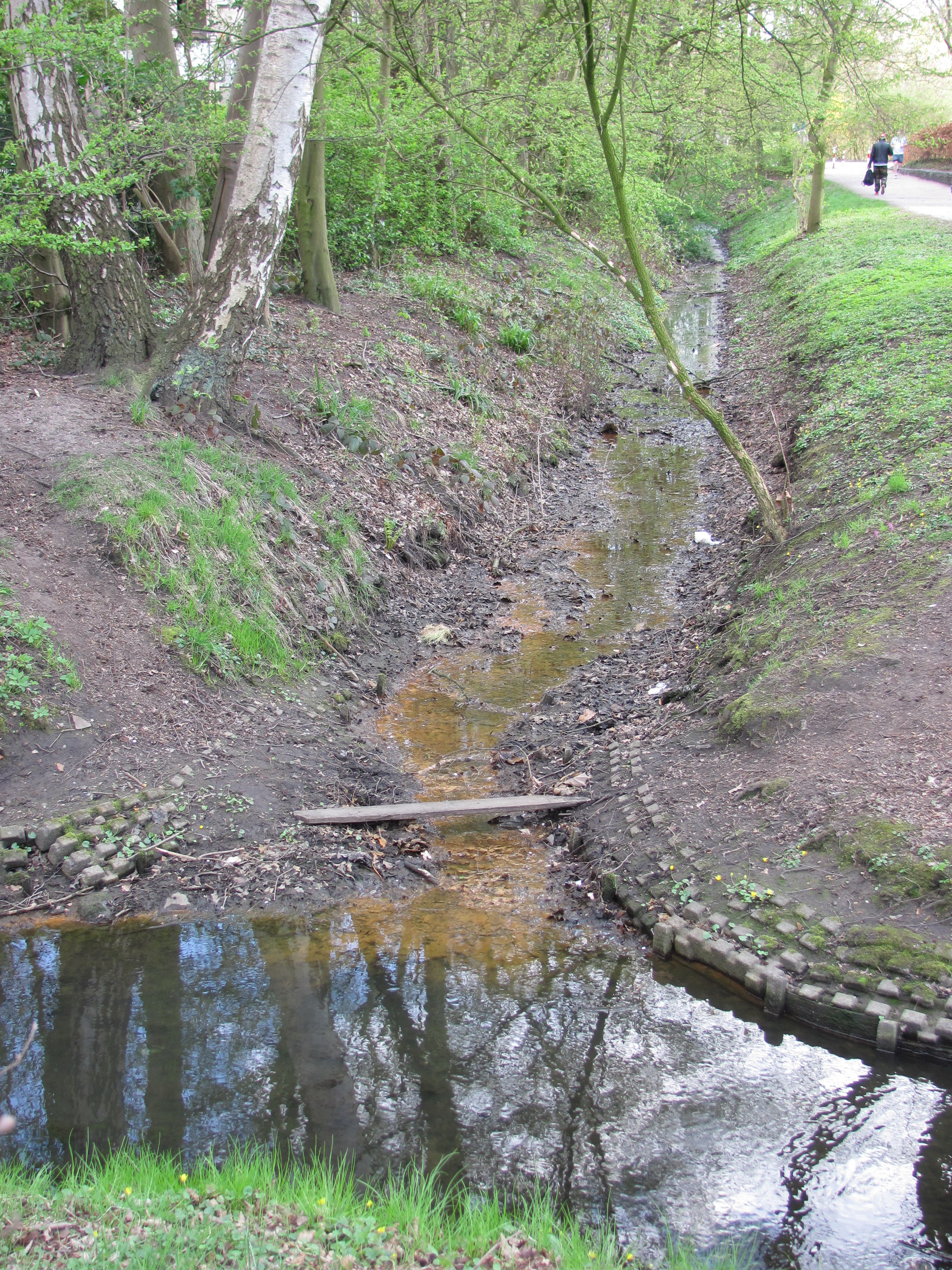
Graben zur Schillingsbek am Von-Eicken-Park in Hamburg-Lokstedt
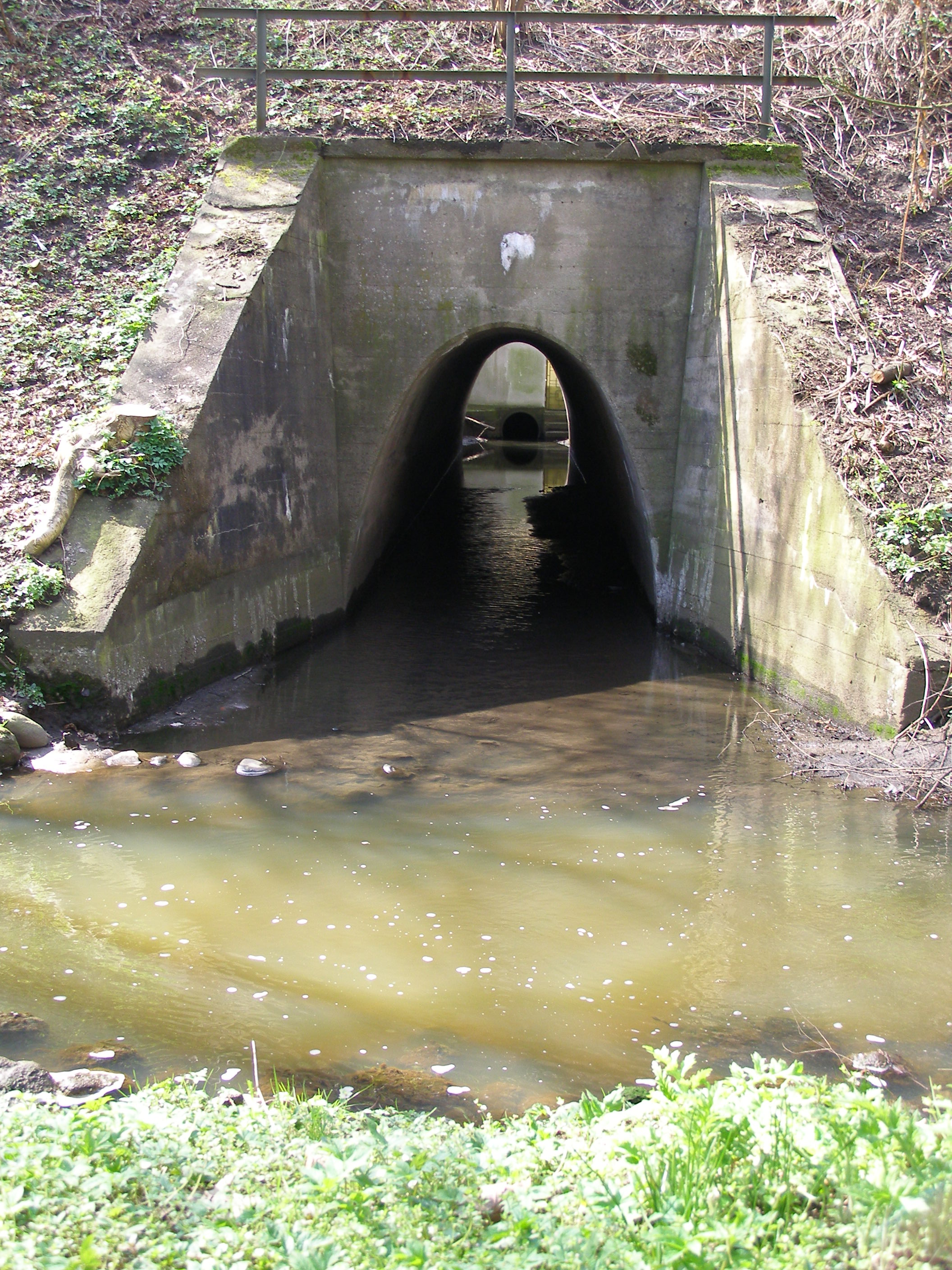
Mündung in die Kollau

## Geschichtliches
Noch um die Jahrhundertwende herum sollen die Lokstedter Kinder das zuhause benötigte Trinkwasser aus der Schillingsbek geschöpft haben.

### Verlauf
Laut einer Karte aus dem 19. Jahrhundert war die Schillingsbek ehemals ein Nebenfluss der Tarpenbek. Das heutige Endstück der Kollau zwischen der Schillingsbek und der Tarpenbek gehörte ehemals zur Schillingsbek, die Kollau floss etwas weiter nördlich.
Außerdem begann die Schillingsbek vor der heutigen Quelle. Sie begann im Bereich des heutigen Stadtpark Eimsbüttel und unterquerte die heutige Koppelstraße und Lokstedter Grenzstraße. Vor der Julius-Vosseler-Straße durchfloss sie einen Teich.

## Nebengraben
Die Schillingsbek hat einen Nebengraben. Er verläuft vom Spritzenweg (teilweise verrohrt) zur Grelckstraße, wo er unterirdisch in die Schillingsbek mündet.

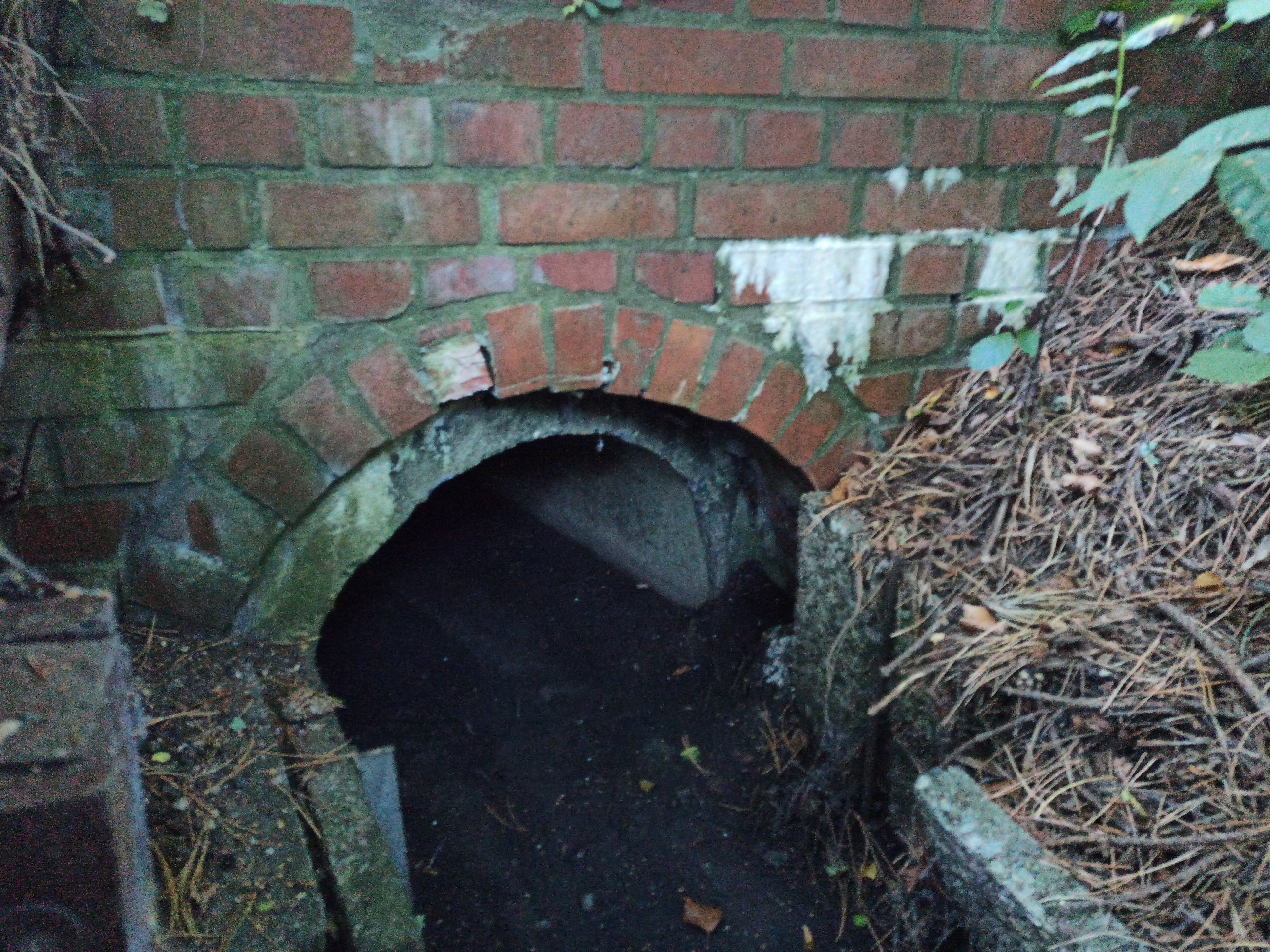
Der Schillingsbek Nebengraben tritt an die Oberfläche
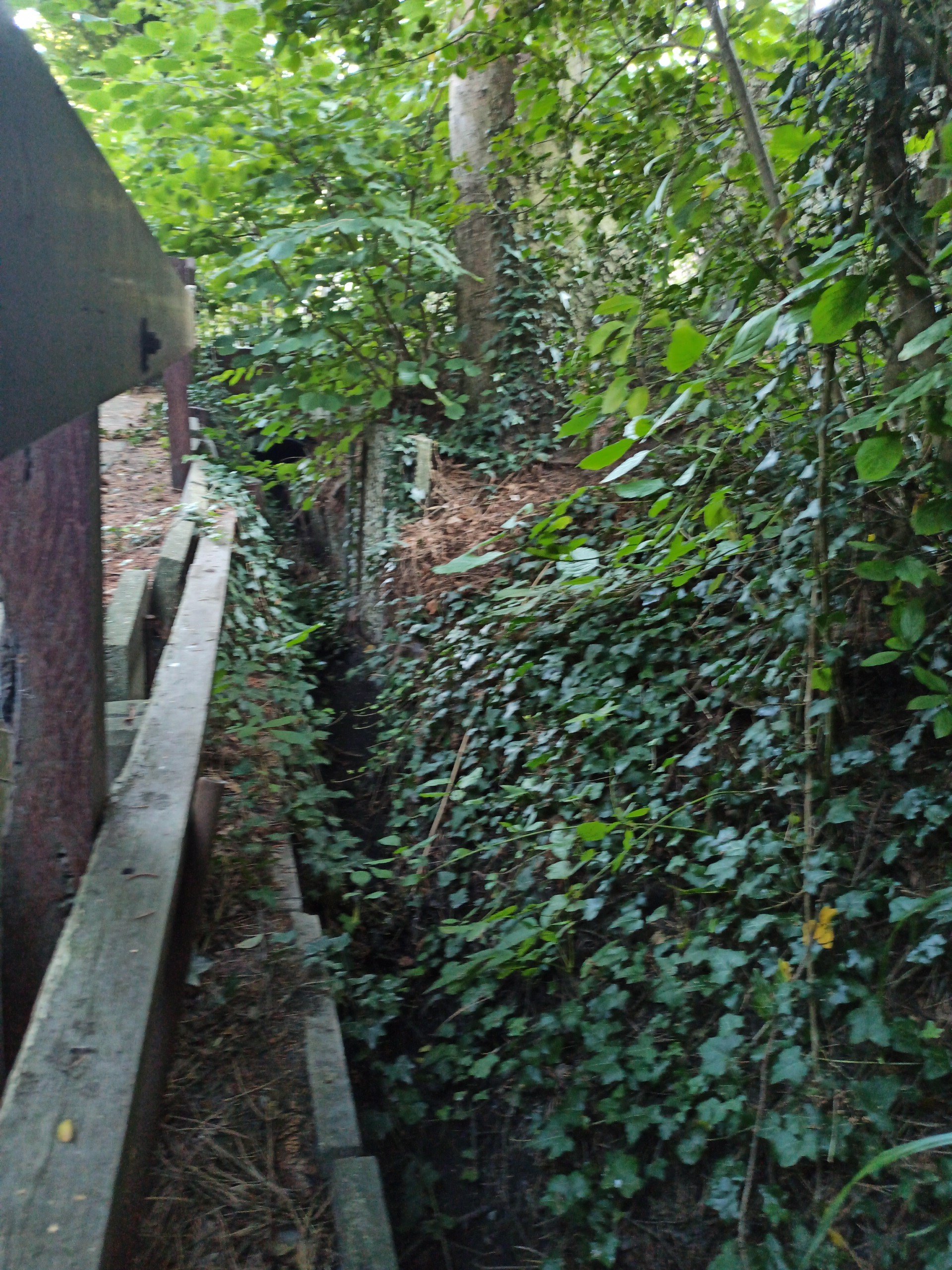
Der Schillingsbek Nebengraben am Spritzenweg

## Als Namensgeber
Folgende Straßen wurden nach der Schillingsbek benannt:
- Schillingsbekweg (mit Bushaltestelle)
- Schillingsbektal (überquert die Schillingsbek)